# ギャルズ キッス
ギャルズ キッス（GALS KISS）とは、BTD STUDIO株式会社が提供する月極定額制の美少女ゲーム携帯アプリである。現在NTTドコモ、auおよびソフトバンクモバイルの携帯電話で利用可能。

## 概要
ユーザーは入会後、ミニゲーム10種及びイラストビュワーソフト1種を任意にダウンロードできる。各ゲームではそのゲームで使用可能なギャルを自由にダウンロードできる。
ゲームはいずれもいわゆるギャルの「脱衣ゲーム」であり、ゲームに勝ち進むごとに対戦相手のギャルが着衣を脱いでゆくイラストを見ることが出来る。しかしながらアプリケーション全体はR指定されていないため、ギャルの乳首など露骨な裸体表現や性行為の画像はない。
ゲームクリアしたギャルはビュワーソフトにダウンロードして任意に画像を見ることが出来るが、クリアしていないギャルをダウンロードする場合は課金される。

## その他サービス
この他、不定期の待ち受け画像配信、長期利用者優遇サービスがあり、それぞれ専用の画像が配信される。

## ミニゲーム
- ギャルズエアーホッケー
- ギャルズカジノ（ブラックジャック、ポーカー）
- ウルトラ美少女誘惑クイズ
- ギャルズごもくならべ（五目並べ）
- ギャルズスピード (トランプゲーム)
- ギャルズテニス
- 花札恋々戦（こいこい）
- ギャルズブロック崩し
- 四人打ちギャル雀（麻雀）
- 泡アワ美少女（囲みゲーム）
- 恋愛協奏曲（オンラインカードバトルゲーム）※iアプリのみ対応

## イラストビュワー
- ギャルズコレクション

## サービスが終了したミニゲーム
- ギャルズもうぢや（落ちゲー）（～2010年6月24日）

## 対応プラットフォーム
- NTTドコモ：dメニュー（iアプリ、Android）
- au：BREW[1]
- ソフトバンクモバイル：S!アプリ

## 無料ミニゲーム
宣伝用の無料ソフトとしてAndroid用の『墜ちていく美少女』がGoogle Playにて配布されている。

## イラストレーター
- 天川詩月
- 尾鈴明臣
- 伽秋
- くろたま商会
- 黒鷲
- KENGOU
- サークルひとり
- 桜衣まいり
- 誉
- 西崎えいむ
- 箱入猫子
- 長谷川ユキノ
- びきに
- MAKI
- 真鍋譲治
- ゆきうさぎ
- 柚月りんこ

他